# Мохнатый пёс (фильм, 1994)
«Мохнатый пёс» (англ. The Shaggy Dog) — телефильм 1994 года, ремейк одноимённого фильма 1959 года, основанного на одном из произведений писателя Феликса Зальтена.

## Сюжет
Фильм рассказывает о мальчике, мечтающем о собаке. Но его мечта выглядит неосуществимой: у отца семейства аллергия на собачью шерсть.
Однако после прочтения магического заклинания старший брат мальчика превращается в пса. В попытках развеять чары братья проходят через множество испытаний и приключений.

## В ролях
- Скотт Уайнгер — Уилберт «Уилби» Дэниелс
- Эд Бегли-младший — Рон Дэниэлс
- Шэрон Лоуренс — Бэт Дэниэлс
- Джон Полито — детектив Эл
- Джеймс Кромуелл — Чарли Малвихилл
- Джереми Систо — Трей Миллер
- Рик Дукомман — офицер Келли